# Tinger Armor
Tinger Armor (Тингер Армор) — бортоповоротный вездеход-амфибия на шинах низкого давления с колесной формулой 8×8. Производится в Череповце компанией ООО «Механика». Позиционируется как универсальный транспорт, способный заменить квадроцикл, снегоход, болотоход, трактор и лодку.

## Особенности конструкции
Вездеход имеет 6 мест: 2 впереди (водитель и один пассажир) и 4 сзади, на двух двухместных диванах, расположенных друг напротив друга. Руль — мотоциклетного типа. Все основные органы управления расположены на руле.
В основе конструкции вездехода Tinger Armor лежит пространственная рама, выполненная из высокопрочной стали. Кузов вездехода изготавливается из полиэтилена низкого давления методом вакуумной формовки. Этот материал является ударопрочным и выдерживает перепады температур в диапазоне от − 40°C до + 50°C. В базовой комплектации Tinger Armor является открытым и не имеет лобового стекла, в более дорогих устанавливается остекление с тентом или жёсткая крыша.
Компоновка у Tinger Armor — переднемоторная. На вездеходе используется 3-цилиндровый бензиновый двигатель Chery SQR с рабочим объёмом 812 см³, развивающий мощность 57 л. с. Система охлаждения состоит из 2 радиаторов: переднего и бокового. Вездеход имеет довольно необычную трансмиссию — двухступенчатую коробку передач, работающую в паре с вариатором. Привод колёс осуществляется с помощью двухрядных цепей, расположенных внутри герметичного корпуса.
На вездеходе используются бескамерные шины низкого давления. В целях предотвращения соскакивания шин с дисков устанавливаются бедлоки собственного производства. Подвеска отсутствует. Поворачивает Tinger Armor за счет подтормаживания колес с одного борта.
На плаву Tinger Armor держится за счёт герметичного кузова-лодки и водоизмещения колёс. Движение по воде осуществляется за счёт вращения колёс. Для повышения проходимости по снегу и рыхлым грунтам на колёса могут устанавливаться резиновые гусеничные ленты.

## Технические характеристики
- Габаритные размеры, мм:
  - длина - 3100
  - ширина - 1700 (с гусеницей - 2000)
  - высота - 1280 (без крыши)
- Сухой вес, кг: 800
- Грузоподъёмность, кг: 500
- Количество мест:
  - на суше - 6
  - на воде - 4
- Шины - бескамерные, низкого давления
- Размер шин, дюйм.: 25х12-9
- Дорожный просвет, мм:
  - 330 - под центральной частью
  - 220 - в районе приводных цепей
- Давление на грунт, кг/см²:
  - на колёсах - 0,11
  - на гусеницах - 0,05
- Максимальная масса буксируемого прицепа, кг: 700
- Двигатель - Chery SQR, бензиновый, 3-цилиндровый, 812 см³, 57 л. с.
- Топливо - АИ 92-95
- Объем топливного бака, л: 38
- Трансмиссия - механическая, с бесступенчатым вариатором и планетарным дифференциалом
- Максимальная скорость, км/ч:
  - на суше - 35
  - на воде - 5
- Тормозная система - гидравлическая дисковая, ручной стояночный тормоз
- Максимальный угол въезда, град.: 40
- Максимальный угол съезда, град: 45
- Максимальный боковой крен, град: 30
- Высота преодолеваемого препятствия, м: до 0,4

## Галерея

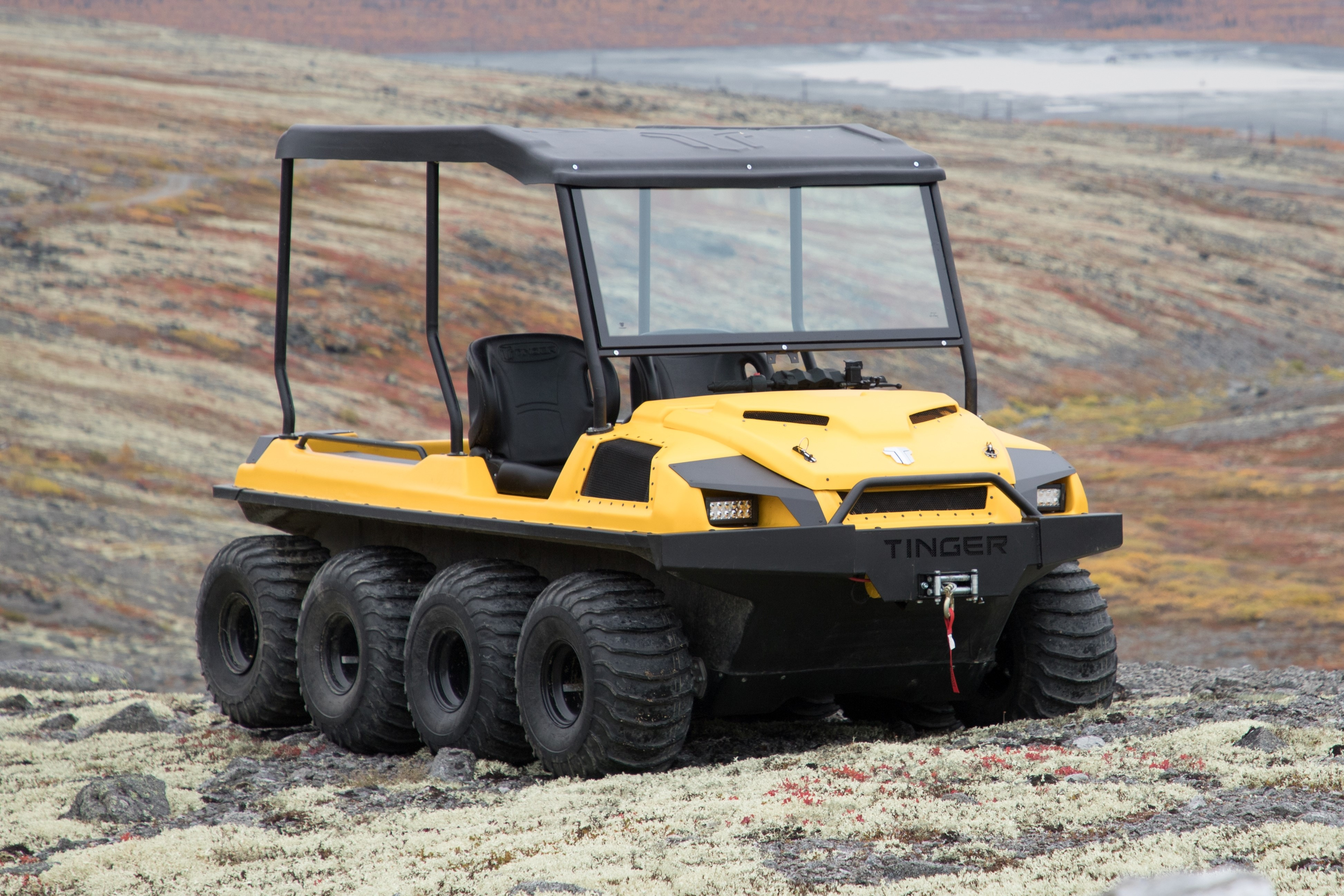
Tinger Armor имеет переднемоторную компоновку. Впереди и сбоку видны решетки радиаторов
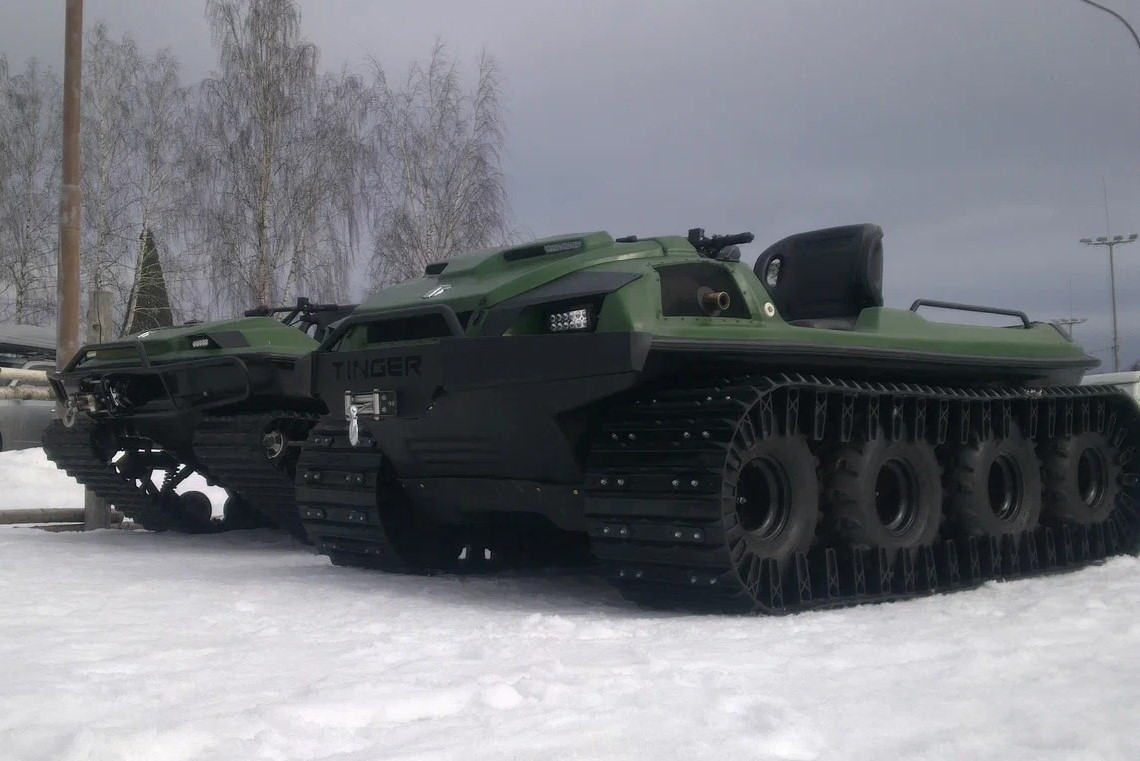
Tinger Armor с дополнительной гусеничной лентой. Видны металлические шипы на гусенице, улучшающие сцепление на льду и на снегу
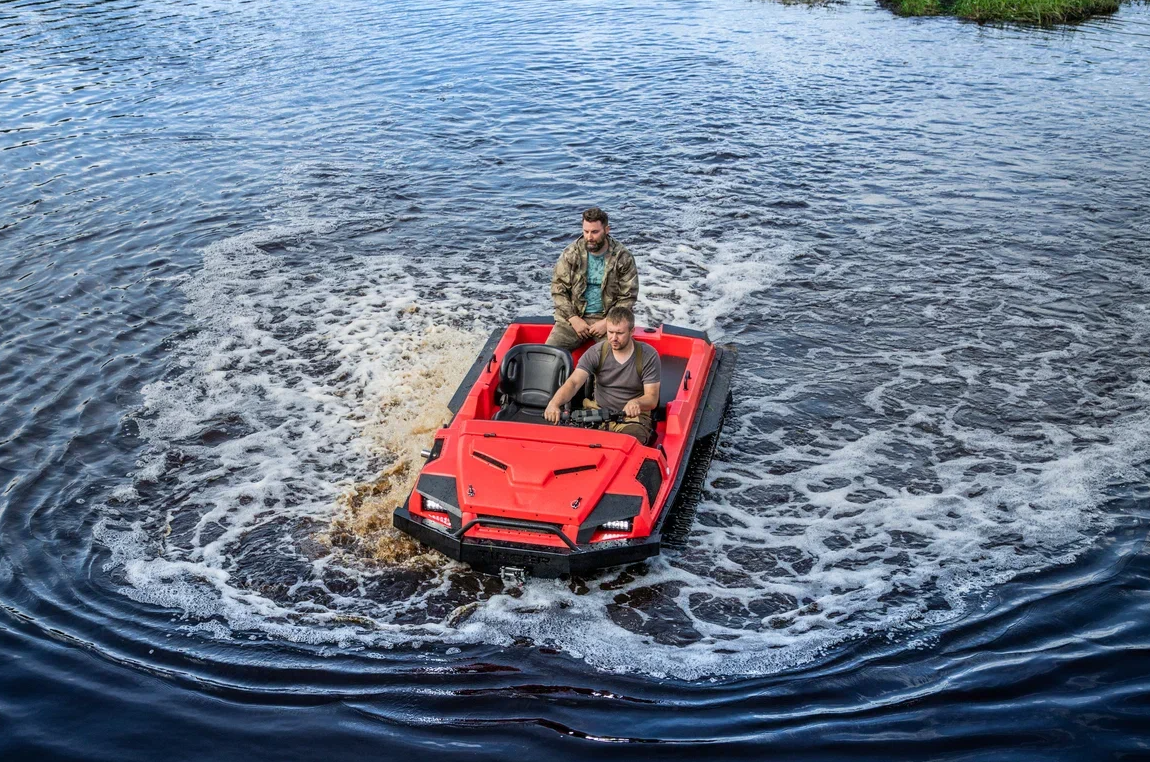
Tinger Armor с открытым кузовом на плаву
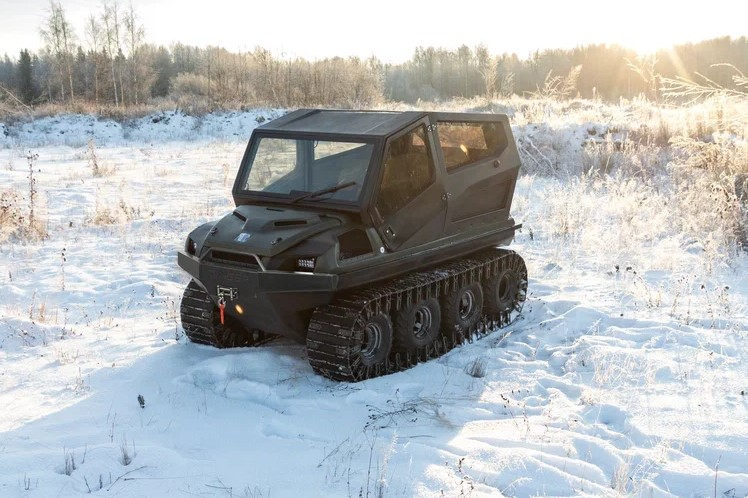
Tinger Armor с жёсткой крышей

## Эксплуатация
Вездеходы Tinger Armor используются многими государственными структурами России и коммерческими организациями, включая МЧС, погранслужбы, вооруженные силы, ПАО Газпром, «Россети», «Алроса». Также техника поставляется / поставлялась на экспорт в различные страны мира, в том числе в США, Канаду, Великобританию, Италию, Австралию и Японию.